# Pilosella anobrachia
Pilosella anobrachia là một loài thực vật có hoa trong họ Cúc. Loài này được (Arv.-Touv. & Gaut.) S.Bräut. & Greuter mô tả khoa học đầu tiên năm 2007.